# Apelgårdens kyrka
Apelgårdens kyrka är en stadsdelskyrka belägen i ett villaområde i Kållered, Mölndals kommun. Den tillhör Kållereds församling i Göteborgs stift och Svenska kyrkan.

## Kyrkobyggnaden
Kyrkobyggnaden är en enskeppig salkyrka med tillhörande barn- och församlingslokaler, som uppfördes 1982 på en ny kyrkplats efter ritningar av Heinz Kaltenbrunner. Vid 1990-talets slut tillbyggdes en expedition. Byggnaden har ett brant, plåtklätt sadeltak. Ytterväggen har stående träpanel. Kyrkans interiör har målade skivor och hela stommen består av synliga limträbalkar. De högt sittande gavelfönstren ger dagsljus. Altaret är placerat mot den ena långväggen.
Norr om kyrkan står klockstapeln.

## Inventarier
- En ikon föreställande Jesus som dödsrikets besegrare utförd av Erland Forsberg.